# كلية بكين الاتحادية الطبية
كلية بكين الاتحادية الطبية أو كلية الطب الاتحادية في بكين (بالصينية: 北京协和医学院) (بالإنجليزية: Peking Union Medical College)‏؛ كلية طبية انتقائية صينية، يقع مقرها في منطقة دونغتشنغ في بكين. تأسست في عام 1906، وتعد من جامعات الدرجة الأولى شديدة الانضباط المرتبطة بوزارة التعليم الصينية. في عام 1957، جرى دمج الكلية مع «الأكاديمية الصينية للعلوم الطبية» (بالإنجليزية: Chinese Academy of Medical Sciences (CAMS))‏ وأصبحتا مؤسسة واحدة تعملان باسمين تابعين مباشرة لوزارة الصحة ولجنة الصحة الوطنية الصينية. للكلية مجموعة من المستشفيات، أشهرها مستشفى كلية بكين الاتحادية الطبية.